# Ekvipolentnost
Ekvipolentnost (oznaka {\displaystyle \approx \,} ali {\displaystyle \sim \,}) je pojem, ki se uporablja v matematiki v povezavi z dvema množicama. Dve množici sta ekvipotentni, če imata isto kardinalnost. To je takrat, ko obstaja bijektivna preslikava {\displaystyle f:A\to B\,} za množici {\displaystyle A\,} in {\displaystyle B\,}. Običajna oznaka za ekvipolentnost  je {\displaystyle A\approx B\,} ali {\displaystyle A\sim B\,}. 
Za ekvipolentnost se uporablja tudi izraz ekvipotentnost. 